# Sofia Bekatoruová
Sofia Bekatoruová (Σοφία Μπεκατώρου, * 26. prosince 1977 Athény) je řecká jachtařka. Na domácích Letních olympijských hrách 2004 získala zlatou medaili v třídě 470 spolu s Aimilií Tsulfaovou. Na Letních olympijských hrách 2008 získala bronzovou medaili v třídě Yngling, v posádce byli kromě ní Sofia Papadopuluová a Virginia Kravariotiová. Na Letních olympijských hrách 2016 se stala jako první žena v historii vlajkonoškou řecké výpravy (podle tradičního pořadí zemí tak vedla defilé všech sportovců). Spolu s Tsulfaovou také mají čtyři tituly z mistrovství světa v jachtingu a dva z mistrovství Evropy v jachtingu. V letech 2002 a 2004 byla vyhlášena nejlepší světovou jachtařkou podle organizace World Sailing. Její manžel Andreas Kosmatopoulos je také řecký reprezentant v jachtingu, mají dvě děti.